# دنيس جي. روبرتس
دنيس جي. روبرتس هو محامي وضابط وسياسي أمريكي، ولد في 8 أبريل 1903 في بروفيدنس في الولايات المتحدة، وتوفي بنفس المكان في 30 يونيو 1994. نشط حزبياً في الحزب الديمقراطي. وقد انتخب حاكم رود آيلاند ‏ (2 يناير 1951 – 6 يناير 1959) وانتخب عضو مجلس ولاية رود آيلاند ‏.